# Erlend Ottem
Erlend Ottem, född 13 december 1968 i Molde i Norge, är en norsk gitarrist.
Ottem var sologitarrist i det svensk-norska rapmetalbandet Clawfinger mellan 1990 och 2003. Han lämnade Clawfinger strax efter att bandet turnerat klart med sitt femte studioalbum Zeros & Heroes (2003). Han var även med och komponerade låten "Without a Case" på skivan Hate Yourself With Style (2005).